# أحمد بن علي الجوزجاني
أبو عبد الله ، أحمد بن علي بن العلاء،الجوزجاني(235 هـ- 328 هـ)، من أئمة ورواة الحديث وهو ثقة، وكان شيخا صالحا بكاء، مات في ربيع الأول سنة ثمان وعشرين وثلاثمائة.

## روايته للحديث النبوي
- سمع أحمد بن المقدام العجلي ، وزياد بن أيوب ، وأبا عبيدة بن أبي السفر ، وطبقتهم .
- حدث عنه : الدارقطني ، وعمر بن شاهين ، وعمر بن إبراهيم الكتاني ، وأبو الحسين بن جميع ، وآخرون

## أقوال العلماء فيه
الجرح والتعديل
- قال الدارقطني : ثقة وأي ثقة من البكائين.
- قال الذهبي : الشيخ المحدث الثقة القدوة.
- قال عبد الحي بن العماد الحنبلي : كان ثقة صالحا.
- قال عبد الواحد بن علي الفامي : شيخ صالح من البكائين.
- قال يوسف بن عمر القواس : الشيخ الصالح الثقة المأمون.